# Население Минска
Население Минска (бел. Насельніцтва Мінска) характеризуется непрерывным ростом с момента окончания Великой Отечественной войны и к 1 ноября 2019 года достигло 2 020 600 жителей). Доля Минска в населении страны составляет 21,5 %. В 2021 году впервые за 70-летний период население города уменьшилось и составило 2 009 786 человек (в 2020 году — 2,018 млн), подобная тенденция продолжилась и в 2022 году — на 1 января численность населения Минска составила 1 996 553 человек.
Население Минска продолжит расти по экономическим причинам (уровень жизни выше, чем в других регионах страны, что способствует миграционному приросту) и социально-демографическим причинам (в городе очень молодое население, что повышает показатели рождаемости и снижает показатели смертности). При этом население Беларуси будет сокращаться, так как страна имеет уже относительно старую структуру населения, а уровень жизни все еще отстает от ряда соседних стран. По этим причинам, доля Минска в населении страны будет быстро нарастать.

## Основные особенности
Ведущую роль в росте населения Минска в советский период играл приток паспортизированных крестьян из сельских регионов БССР. Таким образом, Минск вошёл в группу городов с преобладающим (59,8 % по переписи 1970 г.) сельским элементом (похожую картину демонстрировали Киев, Тбилиси, Вильнюс, Кишинев, Фрунзе, Душанбе и Ереван). В постсоветский период главный вклад вносят сохраняющийся здесь естественный прирост и внутренняя миграция населения. Из-за того, что в XXI веке население Минска растет значительно быстрее населения Белоруссии в целом, концентрация жителей республики в столичном городе постоянно возрастает: с 16,8 % по переписи 1999 года до 20,8 % в 2017 году. Таким образом, город является одним из самыx «весомых» относительно населения своей республики на просторах СНГ. С учётом населения Минской агломерации по оценкам на 2010 год) эта доля достигает трети. Бурный рост населения Минска особенно заметен на фоне других менее динамичных столиц Восточной Европы: если в 1959 году население Киева превышалo минское в 3,0 раза, то к 2016 гoду разрыв сократился до 1,5 раз. При этом, согласно генплану, подписанному президентом Лукашенко, население Минска не должно превысить 2,0 млн человек (ранее — 1,8 млн.): в настоящее время для достижения этой цели в городе ведется директивное сокращение программы жилищного строительства и урезание господдержки. Рост населения планируется перенаправить в города-спутники агломерации.

## Динамика численности населения
В конце XVI века в Минске проживало около 4—5 тысяч человек. К окончанию войны 1654—1667 годов население Минска сократилось до примерно 2 тысяч человек. В 1797 году численность населения Минска составляла 5794, в 1811 году — 11 200 человек. Из-за очередной войны в 1812 году численность населения города сократилась до 3480 человек, но постепенно восстановилась, и к 1827 году достигла 14 591 человек. Из-за войны 1812 года Минск некоторое время был вторым по величине городом на территории современной Республики Беларусь после Витебска. После строительства в 1870-х годах в Минске Московско-Брестской и Либаво-Роменской железных дорог, двух вокзалов и развитой железнодорожной инфраструктуры город стал быстро расти. Если в 1860 году население Минска составляло 26 760 человек, то к 1897 году выросло до 90 912 человек.
25 января 1972 года родился миллионный житель города. В 2019 году население Минска впервые превысило отметку 2 млн чел.
| Население города в XI—XIX веках, тыс. жителей | Население города в XX—XXI веках, тыс. жителей |
| --------------------------------------------- | --------------------------------------------- |
|                                               |                                               |

| Численность населения с 1939 года | Численность населения с 1939 года | Численность населения с 1939 года | Численность населения с 1939 года | Численность населения с 1939 года | Численность населения с 1939 года | Численность населения с 1939 года | Численность населения с 1939 года | Численность населения с 1939 года | Численность населения с 1939 года |
| 1939                              | 1941                              | 1950                              | 1955                              | 1959                              | 1960                              | 1965                              | 1970                              | 1975                              | 1979                              |
| --------------------------------- | --------------------------------- | --------------------------------- | --------------------------------- | --------------------------------- | --------------------------------- | --------------------------------- | --------------------------------- | --------------------------------- | --------------------------------- |
| 237,5                             | ↗270,4                            | ↗273,6                            | ↗401,7                            | ↗509,7                            | ↗538,5                            | ↗721,5                            | ↗915,5                            | ↗1124,4                           | ↗1273,5                           |
| 1980                              | 1985                              | 1989                              | 1990                              | 1995                              | 1996                              | 1997                              | 1998                              | 1999                              | 2000                              |
| ↗1304                             | ↗1472,2                           | ↗1607,1                           | ↗1623,5                           | ↗1665,6                           | ↗1669,5                           | ↗1674,2                           | ↗1675,5                           | ↗1680,5                           | ↗1683,2                           |
| 2001                              | 2002                              | 2003                              | 2004                              | 2005                              | 2006                              | 2007                              | 2008                              | 2009                              | 2010                              |
| ↗1689,9                           | ↗1699,4                           | ↗1709,7                           | ↗1722,1                           | ↗1744,6                           | ↗1758,8                           | ↗1775,5                           | ↗1794,7                           | ↗1814,3                           | ↗1843,7                           |
| 2011                              | 2012                              | 2013                              | 2014                              | 2015                              | 2016                              | 2017                              | 2018                              | 2019                              | 2020                              |
| ↗1864,1                           | ↗1885,1                           | ↗1901                             | ↗1921,8                           | ↗1938,2                           | ↗1959,8                           | ↗1974,8                           | ↗1982,4                           | ↗1992,4                           | ↗2018,3                           |
| 2021                              | 2022                              |                                   |                                   |                                   |                                   |                                   |                                   |                                   |                                   |
| ↘2009,8                           | ↘1996,6                           |                                   |                                   |                                   |                                   |                                   |                                   |                                   |                                   |

## Национальный состав
Особенностью Минска уже в советское время был относительно слабомозаичный характер этнического состава его населения (доля белорусов по переписи достигла 72,1 %), которым также отличались Киев, Тбилиси и Баку, где к концу советского периода доля коренной национальности колебалась приблизительно от двух до трех четвертей всего населения этих городов. Ещё 20,0 % приходилось на этнических русских. При этом в дореволюционном Минске белорусы были лишь 4-м по численности народом после евреев, русских и поляков. В отличие от Киева, в Минске не было периода продолжительного преобладания русского этнического большинства. Языковая картина Минскa, впрочем, всегда имела более сложный характер и не совпадала с этнической самоидентификацией по целому ряду причин: уже по переписи 1989 года 38,4 % белорусов-минчан назвало родным русский язык, белорусский — 61,6 %. По данным переписи 2019 года из 2 018 281 жителя Минска 982 084 (48,7 %) указали белорусский язык родным, а 980 064 (48,6 %) указали таковым русский.
| Народ         | Перепись 1897 | Перепись 1926 | Перепись 1939 | Перепись 1959 | Перепись 1970 | Перепись 1979 | Перепись 1989 | Перепись 1999 | Перепись 2009 | Перепись 2019 |
| ------------- | ------------- | ------------- | ------------- | ------------- | ------------- | ------------- | ------------- | ------------- | ------------- | ------------- |
| Белорусы      | 8 164         | 55 778        | 124 061       | 325 026       | 601 890       | 871 210       | 1 153 991     | 1 333 222     | 1 455 825     | 1 753 122     |
| Русские       | 23 208        | 12 617        | 28 711        | 116 327       | 214 260       | 282 977       | 325 125       | 264 020       | 184 070       | 148 079       |
| Украинцы      | 266           | 1 465         | 6 650         | 18 345        | 35 214        | 46 226        | 53 244        | 39 948        | 27 362        | 34 662        |
| Поляки        | 10 369        | 4 481         | 3 364         | 5 580         | 9 419         | 14 647        | 18 479        | 17 581        | 13 420        | 19 397        |
| Евреи         | 46 541        | 53 686        | 70 998        | 38 842        | 47 058        | 46 332        | 39 154        | 10 141        | 5 187         | 5 699         |
| Армяне        |               | 16            | 142           | …             | 687           | 1 096         | 1 746         | 2 039         | 1 955         | 2 509         |
| Татары        | 1 146         |               | 1 618         | 1 749         | 2 182         | 2 875         | 2 925         | 2 102         | 1 239         | 2 240         |
| Азербайджанцы |               |               | 39            |               | 217           | 591           | 1 102         | 1 559         | 1 517         | 1 865         |
| Цыгане        | 65            |               | 111           | …             | 953           | 1 056         | 1 369         | 1 239         | 573           | 1 601         |
| Туркмены      |               |               |               |               |               |               |               | 250           | 1 016         | 1 580         |
| Китайцы       |               |               | 10            | …             | …             | …             | …             | 18            | 1 349         | 1 429         |
| Грузины       |               |               | 147           | …             | 324           | 518           | 897           | 828           | 687           | 980           |
| Литовцы       | 43            |               | 377           | …             | 757           | 695           | 892           | 724           | 935           | 669           |
| Арабы         |               |               |               |               |               |               |               | 296           | 787           | 481           |
| Немцы         |               |               |               |               |               |               |               | 451           | 264           | 372           |
| Узбеки        |               |               |               |               |               |               |               | 241           | 267           | 312           |
| Латыши        |               |               |               |               |               |               |               | 343           | 283           | 299           |
| Молдаване     |               |               | 21            | …             | 360           | 496           | 839           | 511           | 392           | 290           |
| Всего         | 90 912        | 128 043       | 238 948       | 509 667       | 917 428       | 1 273 496     | 1 607 077     | 1 680 567     | 1 836 808     | 2 018 281     |

Национальный состав по районам
Хотя все районы города сравнительно однородны по национальному составу, доля крупнейших народов в населении различных районов города несколько различается: доля белорусов варьирует от 84,20 % в Первомайском районе до 88,94 % в Заводском районе, доля русских — от 5,86 % в Заводском районе до 9,63 % в Первомайском районе. В Минске нет этнических анклавов, однако по различным причинам наблюдается некоторая неоднородность расселения отдельных народов.
| район              | белорусы | %       | русские | %      | украинцы | %      | поляки | %      | евреи | %      |
| ------------------ | -------- | ------- | ------- | ------ | -------- | ------ | ------ | ------ | ----- | ------ |
| Заводской район    | 208 767  | 88,94 % | 13 765  | 5,86 % | 3583     | 1,53 % | 1971   | 0,84 % | 504   | 0,21 % |
| Ленинский район    | 194 338  | 87,80 % | 14 488  | 6,55 % | 3596     | 1,62 % | 2031   | 0,92 % | 550   | 0,25 % |
| Московский район   | 271 586  | 87,53 % | 20 453  | 6,59 % | 4860     | 1,57 % | 3226   | 1,04 % | 724   | 0,23 % |
| Октябрьский район  | 138 296  | 87,37 % | 11 192  | 7,07 % | 2756     | 1,74 % | 1513   | 0,96 % | 389   | 0,25 % |
| Партизанский район | 85 080   | 85,65 % | 8418    | 8,47 % | 1978     | 1,99 % | 842    | 0,85 % | 286   | 0,29 % |
| Первомайский район | 199 910  | 84,20 % | 22 871  | 9,63 % | 5088     | 2,14 % | 2232   | 0,94 % | 789   | 0,33 % |
| Советский район    | 137 388  | 84,41 % | 15 129  | 9,30 % | 3058     | 1,88 % | 1479   | 0,91 % | 753   | 0,46 % |
| Фрунзенский район  | 412 533  | 87,76 % | 30 641  | 6,52 % | 7482     | 1,59 % | 4880   | 1,04 % | 1219  | 0,26 % |
| Центральный район  | 105 224  | 84,83 % | 11 122  | 8,97 % | 2261     | 1,82 % | 1223   | 0,99 % | 485   | 0,39 % |

По переписи 1939 года национальный состав Минска по районам был следующим:
|             | Кагановичский (Октябрьский) | Кагановичский (Октябрьский) | Сталинский (Заводской) | Сталинский (Заводской) | Ворошиловский (Советский) | Ворошиловский (Советский) |
| численность | %                           | численность                 | %                      | численность            | %                         |                           |
| ----------- | --------------------------- | --------------------------- | ---------------------- | ---------------------- | ------------------------- | ------------------------- |
| Белорусы    | 42 518                      | 59,16 %                     | 34 307                 | 56,54 %                | 47 236                    | 44,39 %                   |
| Евреи       | 16 769                      | 23,33 %                     | 13 282                 | 21,89 %                | 40 947                    | 38,48 %                   |
| Русские     | 8199                        | 11,41 %                     | 8976                   | 14,79 %                | 11 536                    | 10,84 %                   |
| Украинцы    | 2085                        | 2,9 %                       | 1937                   | 3,19 %                 | 2628                      | 2,47 %                    |
| Поляки      | 1014                        | 1,41 %                      | 1065                   | 1,76 %                 | 1285                      | 1,21 %                    |
| Татары      | 344                         | 0,48 %                      | 170                    | 0,28 %                 | 1104                      | 1,04 %                    |
| Немцы       | 373                         | 0,52 %                      | 327                    | 0,54 %                 | 872                       | 0,82 %                    |
| Прочие      | 1014                        | 1,41 %                      | 1065                   | 1,76 %                 | 1285                      | 1,21 %                    |
| Всего       | 71 871                      | 71 871                      | 60 674                 | 60 674                 | 106 403                   | 106 403                   |

## Рождаемость и смертность
В 2017 году в Минске родилось 19 527 детей и умерло 17 239 человек. Коэффициент рождаемости в пересчёте на 1000 человек составил 9,9 (средний показатель по Республике Беларусь — 10,8), коэффициент смертности — 8,7 (9,7 для мужчин, 7,9 для женщин; средний по стране — 12,6). В пересчёте на 1000 женщин в возрасте 15-49 лет в 2017 году в Минске родилось 36,1 детей.
Из 19 527 детей, родившихся живыми в 2017 году, 8791 ребёнок был первенцем у матери, 7825 — вторым ребёнком, 2218 — третьим, 522 — четвёртым, 118 — пятым, 53 — шестым и более. 223 ребёнка родилось у матерей в возрасте до 20 лет, 2400 — в возрасте 20-24 года, 6707 — в возрасте 25-29 лет, 6765 — в возрасте 30-34 года, 2860 — в возрасте 35-39 лет, 545 — в возрасте 40-44 года, 19 — в возрасте 45-49 лет.
Существенные изменения претерпели возрастные коэффициенты рождаемости: при сопоставимом уровне рождаемости за 1990—2017 годы число родившихся детей в пересчёте на 1000 женщин в возрасте до 20 лет снизилось с 29,4 до 4; в возрасте 20-24 года — с 132,1 до 32,6; в возрасте 25-29 лет — с 95,2 до 66. При этом число родившихся детей в пересчёте на 1000 женщин в возрасте 30-34 года выросло с 46,5 до 68,3; в возрасте 35-39 — с 15,9 до 35,1.
В 2017 году 1987 (10,2 %) детей родилось у матерей, не состоявших в браке на момент рождения ребёнка. Этот показатель ниже среднего по стране (13,2 % по РБ), но выше, чем в Брестской и Гродненской областях. В 1990 году таких детей в Минске было 8,4 %, пик доли детей, рождённых вне брака, пришёлся на 2005 год — 17,2 %.
Из 17 239 человек, умерших в Минске в 2017 году, более половины — 10 089 человек — было в возрасте 70 лет и старше. Кроме того, умерли 1983 человека в возрасте 65-69 лет, 1713 — в возрасте 60-64 года, 1244 — в возрасте 55-59 лет, 725 — в возрасте 50-54 года, менее 500 человек — в более раннем возрасте. 8708 умерших были мужчинами, 8531 — женщинами. Возрастные коэффициенты смертности у мужчин выше, чем у женщин. В 2017 году в Минске умерло 45 младенцев (коэффициент младенческой смертности — 2,3). 17 новорождённых умерло в перинатальном периоде (до 7 дней), ещё 35 детей были мертворождёнными (0,179 % от числа рождённых живыми). 3123 человек умерли в трудоспособном возрасте, в том числе 2469 мужчин и 654 женщины
Самые распространённые причины смертности — болезни органов кровообращения (10 343 в 2017 году), новообразования (3734), внешние причины (987), болезни органов пищеварения (587). Коэффициенты смертности в пересчёте на 100 тысяч человек составили соответственно: 522,7; 188,7; 49,9; 29,7. Из умерших в трудоспособном возрасте 3123 человек 1209 умерли от болезней системы кровообращения, 724 от новообразований, 583 от внешних причин, 241 от болезней системы пищеварения. У 2469 мужчин в трудоспособном возрасте главные причины смертности — болезни системы кровообращения (1033), новообразования (502) и внешние причины (494); у 654 женщин — новообразования (222), болезни системы кровообращения (176), внешние причины (69). Смертность от убийств в 2017 году составила в пересчёте на 100 тысяч человек 2,8 у мужчин, 1,2 у женщин, от самоубийств — 17,7 и 4 соответственно
| Коэффициенты рождаемости по Минску и БССР/Республике Беларусь:                                                                 |
| График не отображается по техническим причинам. Чтобы исправить это, воспроизведите график в новом формате, если это возможно. |

| Коэффициенты смертности по Минску и БССР/Республике Беларусь:                                                                  |
| График не отображается по техническим причинам. Чтобы исправить это, воспроизведите график в новом формате, если это возможно. |

## Распределение населения по полу
На 1 января 2018 года в Минске было 1080 тыс. женщин и 902 тыс. мужчин. Женщины составляли 54,5 % населения Минска, мужчины — 45,5; на 1000 мужчин приходилось 1197 женщин. С начала XXI века доля женщин в общей численности населения выросла (в 2000 году мужчин было 46,8 %, на 1000 мужчин приходилось 1136 женщин). Доля женщин в общей численности населения в Минске выше средней по Республике Беларусь (53,4 % женщин и 46,6 % мужчин; 1147 женщин на 1000 мужчин) и самая высокая среди всех регионов страны. Более значительное превышение численности женщин над мужчинами наблюдается в некоторых других городах и посёлках — как крупных (Гродно и Витебск — соответственно 1203 и 1258 женщин на 1000 мужчин), так и мелких (Ветка, Лоев, Несвиж, Петриков и другие).
Соотношение мужчин и женщин существенно различается в зависимости от возраста. В возрасте моложе трудоспособного мужчин больше, чем женщин; в трудоспособном возрасте разница составляет менее 1 %; в возрасте старше трудоспособного женщин в 2,5 раза больше, чем мужчин. Различия в возрасте выхода на пенсию не влияют на соотношение коренным образом: в Минске проживает 48,2 тыс. мужчин от 70 лет и 109,3 тыс. женщин той же возрастной категории. Мужчин больше, чем женщин в возрастных категориях 0-4, 5-9 и 10-14 лет, но уже начиная с 15-19-летних в Минске больше женщин, чем мужчин.
| Численность населения по полу и возрасту:                                                                                      |
| График не отображается по техническим причинам. Чтобы исправить это, воспроизведите график в новом формате, если это возможно. |

## Трудоспособное население
На 1 января 2018 года 16,5 % населения Минска было в возрасте моложе трудоспособного, 61,1 % — в трудоспособном, 22,4 % — в возрасте старше трудоспособного.

### Безработица
Из-за особенностей подсчёта уровня безработицы в стране численность официально зарегистрированных безработных существенно не совпадает с реальной безработицей. В органах по труду, занятости и социальной защите зарегистрировано в качестве безработных 0,2 % населения в трудоспособном возрасте (2287 человек). По данным выборочного обследования Национального статистического комитета Республики Беларусь, уровень безработицы в Минске составил 3,8 % в 2017 году.

## Продолжительность жизни
Ожидаемая продолжительность жизни при рождении в 2017 году составила 76,8 лет (72 года для мужчин, 80,7 — для женщин).

## Браки и разводы
В 2017 году в Минске было заключено 15 697 браков и 7597 разводов. В пересчёте на 1000 человек уровень браков составил 7,9, разводов — 3,8. Оба показателя выше средних по республике (7 и 3,4 соответственно).
| Браков и разводов на 1000 человек по Минску и БССР/Республике Беларусь:                                                        |
| График не отображается по техническим причинам. Чтобы исправить это, воспроизведите график в новом формате, если это возможно. |